# Neu-Isenburg
Neu-Isenburg é um município da Alemanha, situado no distrito de Offenbach, no estado de Hesse. Tem 24,29 km² de área, e sua população em 2019 foi estimada em 38.105 habitantes.